# Mónica Luengo Añón
Mónica Luengo Añón, (Madrid, 14 de octubre de 1957) es una historiadora del arte y arquitecta paisajista española, especializada sobre todo en el Patrimonio de la Humanidad.

## Trayectoria
Luengo es hija de la paisajista Carmen Añón y hermana de Ana Luengo Añón. Estudió en Madrid y obtuvo la licenciatura en Historia del Arte por la Facultad de Geografía e Historia de la Universidad Complutense de Madrid (UCM). Posteriormente, en 1986, se doctoró cum laude con la tesis doctoral que lleva por título: Imagen y estética del jardín en la tratadística.
Es miembro de Honor del Comité Científico Internacional de Paisajes Culturales ICOMOS-IFLA, del cual fue presidenta entre 2009 y 2015 y vicepresidenta desde ese año. También es miembro  del Comité Científico del Institut Européen des jardins et paysages, del European Network of Historic Gardens y del Instituto de Estudios Madrileños.
Dirigió un máster sobre Patrimonio Cultural y Natural: innovación, desarrollo e investigación, en la Universidad Internacional de Andalucía, dentro del proyecto de Campus de Excelencia Patrimonium 10. También es colaboradora de la Fundación de Cultura Islámica en el Programa Med-o-Med, paisajes culturales del Mediterráneo.
En 2020, asesoró para La 2 de Televisión Española la serie documental de 13 capítulos dedicada a la historia y la botánica de los jardines más emblemáticos del patrimonio paisajístico español, Jardines con historia, programa que presenta en la temporada de 2023. Es consultora en temas relacionados con Patrimonio de la Humanidad, por ello ha realizado diversas misiones de evaluación, asesoría y monitoreo para sitios y candidaturas a Patrimonio de la Humanidad, tanto nacionales como internacionales.
Con motivo de la candidatura de Madrid para formar parte de la lista de Patrimonio de la Humanidad ha participado en actividades de difusión de dicho patrimonio ya que fue la responsable de la redacción del expediente de la candidatura. Así, impartió la Lección inaugural del curso 2019-2020 El Paseo del Prado y el Retiro, propuesta de Patrimonio de la Humanidad de la UNESCO en el Instituto de Estudios Madrileños. Luengo fue la encargada de reorientar a partir de 2016 la candidatura fallida y similar a que optó el entorno del Prado en 2014. Como coordinadora del expediente y del proyecto que se presentó ante la Unesco en 2019, en marzo de 2021 mostró su preocupación ante el traslado de Medialab-Prado al ser un cambio sustancial.
Como parte de este proceso de difusión de la candidatura, y siendo consultora del Ayuntamiento de Madrid en temas relacionados con el patrimonio de la ciudad, Luengo participó en el Editatón virtual sobre patrimonio realizado en diciembre de 2020 en Medialab-Prado. Posteriormente, también fue la ponente invitada del Primer Editatón Patrimonio Colaborativo celebrado en abril de 2021.

## Publicaciones
Su trabajo de investigación se ha centrado en paisajes culturales y jardines históricos, publicando diversos libros y artículos sobre paisajes culturales, Patrimonio de la Humanidad, jardines históricos y restauración, entre otros.
Fue coautora junto a Carmen Añón y Ana Luengo del libro Tesoros de España. N.º 6. JARDINES ARTÍSTICOS publicado en Madrid por Espasa Calpe en 2000. También junto a Carmen Añón publicó El Capricho de la Alameda de Osuna, editado por el Ayuntamiento de Madrid en 2003.
Entre otros artículos, ha escrito El jardín barroco o la terza natura. Jardines barrocos privados en España.